# 奎爾普岩
奎爾普岩（Quilp Rock），是南極洲的岩石，位於葛拉漢地的法利埃海岸，處於皮尼羅島南端東南面6公里和普爾夸帕島西北面2.4公里，現時由南極條約體系管理。